# Hermanos Buck

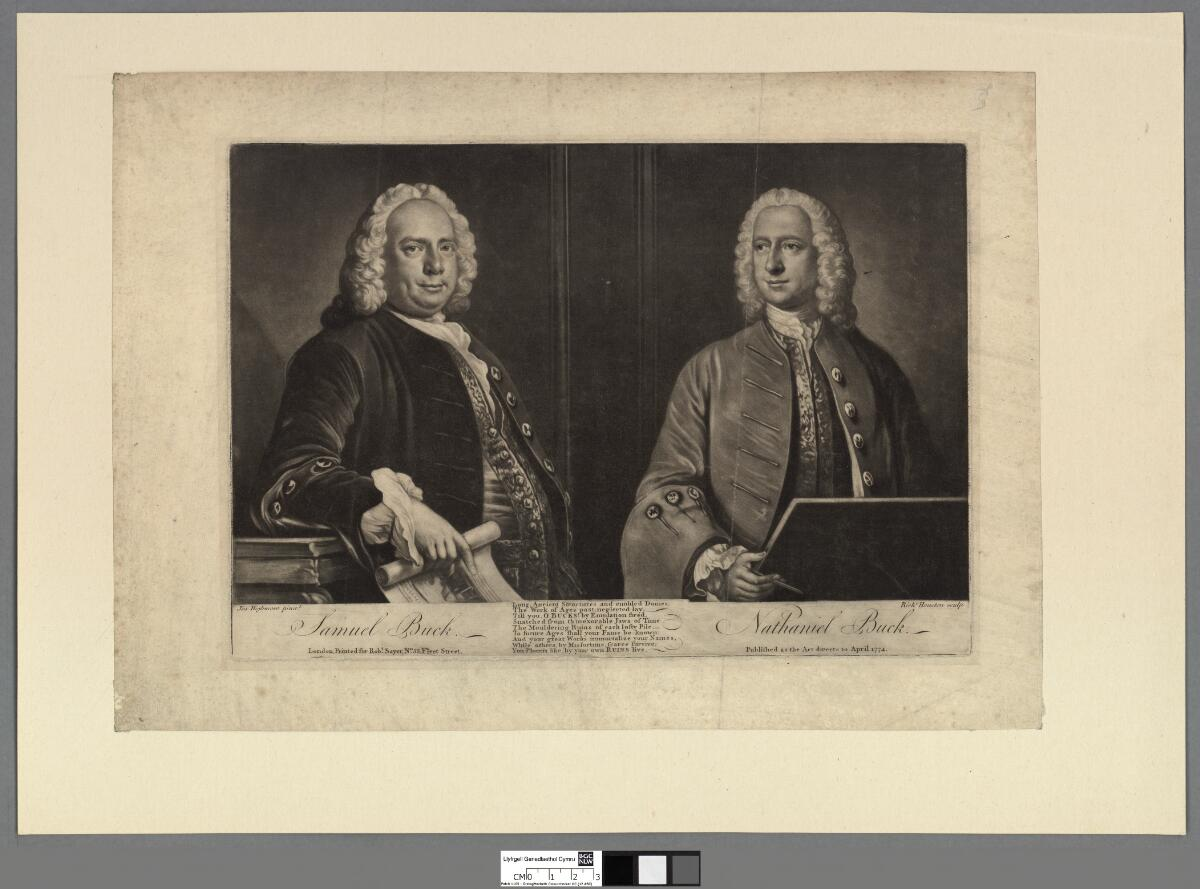
Retrato de Samuel y Nathaniel Buck

Samuel Buck (1696-17 de agosto de 1779) y su hermano Nathaniel Buck (muerto entre 1759 y 1774) fueron grabadores y estampadores ingleses, más conocidos por sus Antigüedades de Buck, una serie de representaciones de antiguos castillos y monasterios ingleses y galeses. Samuel produjo mucho trabajo por su cuenta, pero cuando los hermanos trabajaron juntos, generalmente se los conocía como los hermanos Buck. Se sabe más sobre la vida de Samuel que sobre Nathaniel.

## Biografía
Samuel Buck nació en el condado inglés de Yorkshire en 1696. Después de publicar algunos grabados en ese condado, se mudó a Londres.  Allí, junto con su hermano Nathaniel, se embarcó en la realización de una serie de grabados de «antigüedades», que consistían en antiguos castillos y edificios religiosos de Inglaterra y Gales. A partir de 1724, viajaron por estos países y completaron series de grabados para las regiones de Inglaterra en 1738 y para Gales entre 1739 y 1742.  Estas series de grabados se conocen comúnmente como «Antigüedades de Buck». Durante este tiempo, también trabajaron en una serie de paisajes urbanos de Inglaterra y Gales titulados «Ciudades, puertos marítimos y ciudades capitales», que a menudo ofrecían perspectivas desde múltiples direcciones.
Nathaniel fue el primero en morir, en algún momento entre 1759 y 1774. Mientras que su hermano murió el 17 de agosto de 1779 en Londres y fue enterrado en el cementerio de la iglesia de San Clement Danes (en la ciudad de Westminster). Los últimos años de Samuel transcurrieron en la pobreza.

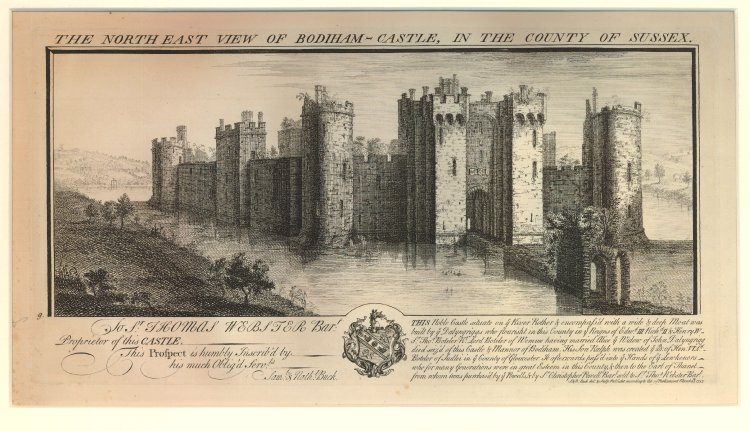
Grabado de 1737 del castillo de Bodiam en Sussex visto desde el noreste.
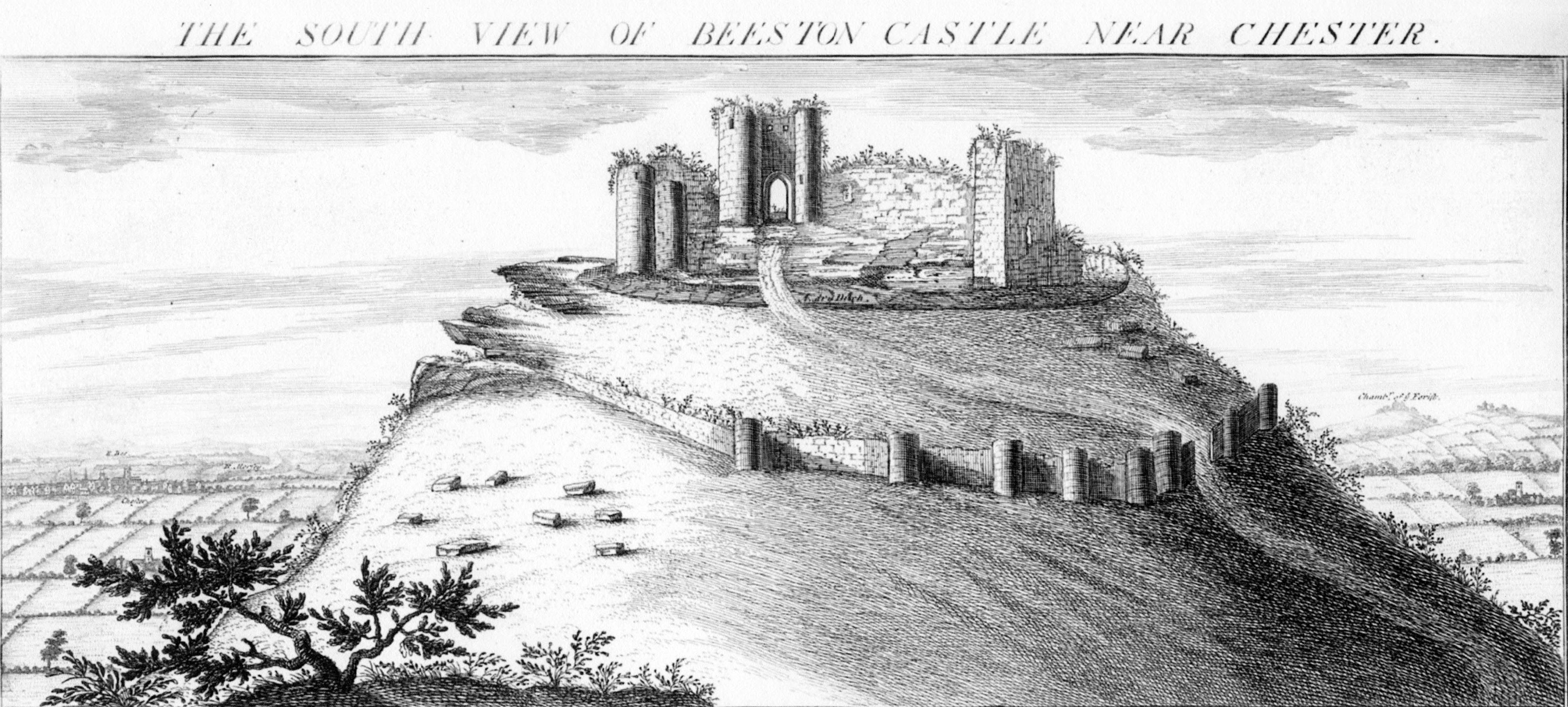
Grabado de 1727 del castillo de Beeston en Cheshire visto desde el sur.
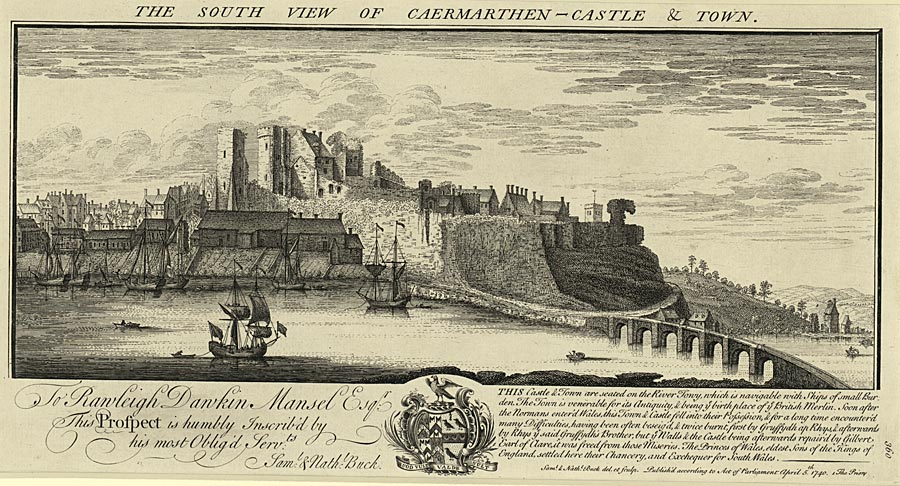
Grabado de 1740 del castillo y ciudad de Carmarthen visto desde el sur
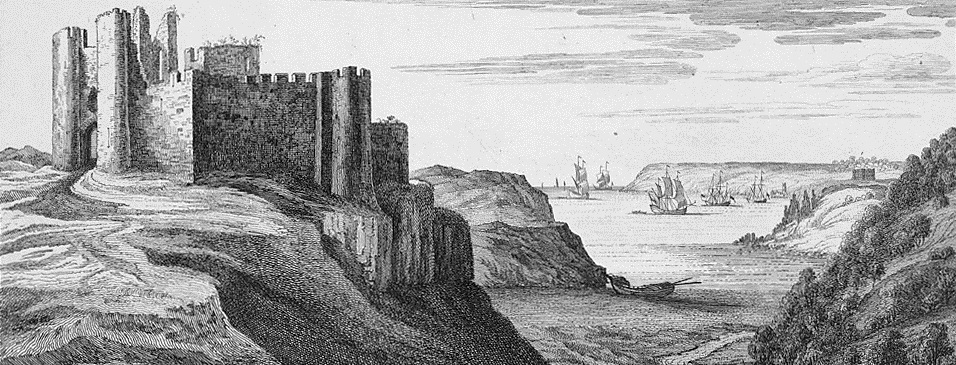
Grabado de 1741 del castillo de Pennard en Glamorgan visto desde el noreste.